# Választások Ugandában
Uganda nemzeti választásokat biztosít választópolgárai számára. Az országban kétféle választás létezik:elnöki és parlamenti. Az elnököt és a parlament tagjait egyaránt ötévente választják. Az országgyűlésben az egyes kerületben megválasztott képviselők vannak jelen, ezenkívül minden kerületet képvisel egy nő is. Ezenkívül tagok még az egyes érdekcsoportok vezetői, fogyatékkal élők, a fiatalság vezetői és az Ugandai Népi Védelmi Erő, azaz a katonaság.

## Áttekintés
Az első választás az országban 1962-ben történt. A választás előtt a baloldali Ugandai Népi Kongresszus (UPC) és a királypárti Kabaka Yekka (KY) szövetséget kötött. A két párt együtt megnyerte a választást, és ezzel megalakult Uganda első független országgyűlése és kormánya melynek vezetője Milton Obote (UPC), az elnök pedig II. Mutesa (KY) lett.
A Idi Amin Dada diktatúrája alatt (1971 - 1979) egyáltalán nem voltak választások. Miután hatalmát megdöntötték Yusuf Lule, Godfrey Binaisa hatalma alatt sem voltak, mert akkor pedig, egy többtagú bizottság, az Ugandai Nemzeti Liberális Front az elnök felett rendelkezett.                Legközelebb csak 1980 decemberében voltak választások. Ezen a választáson felmerült a csalás gyanúja, mert az UPC csak 3000 szavazattal győzött, de végül Obote jött ki győztesen elnöknek. Ezalatt Yoweri Museveni, az egyik elnöki aspiráns, kijelentette hogy felkelést felkelést kezd el vívni seregével (National Resistance Army; NRA) a katonaság ellen. Katonai stratégiájával, a gerilla-hadviseléssel jelentős sikereket ért el. Eközben Obotét puccsal megdöntötte két hadvezére, Bazilio-Olara Okello és Tito Okello, akik összesen fél évet voltak hatalmon.
1986 január 26.-án Yoweri Museveni lett az elnök. Ugyanebben az évben bevezette a pártatlan-demokráciát. Ebben a rendszerben minden párt folytathatta tevékenységét, de csak egy központi hivatal ellenőrzésével. Ezek a pártok nem alapíthattak mozgalmakat, nem tarthattak pártgyűléseket. Indulhattak elnökjelöltek vállalt posztjukért, de csak függetlenként. A pártoknak a részleges eltiltásának beszüntetését szavazta meg az országgyűlés 2/3-os többsége 2005 júliusában, egy népszavazás eredményeképpen, így alkotmánymódosításra került sor. Ezenkívül az új alkotmány kimondta azt is, hogy az elnöknek kisebb hatalma van, mint korábban.
1996-ban Museveni fölényesen legyőzte két vetélytársát. Bár a nemzetközi és hazai megfigyelők szabályosnak tartották az eredményt és el is fogadták az, az ellenzéki elnökjelöltek nem fogadták el. 2001-ben is közel a szavazatok 3/4-ét szerezte meg, de ekkor már akadt egy komoly kihívója, Kizza Besigye. 2005-ben visszaállt a többpártrendszer. A 2006-os választás volt az első olyan választás, ahol már pártok állítottak elnökjelöltet és kerületi jelölteket. Ekkor Museveni a szavazatok közel 60%-át szerezte meg.
A legutóbbi választás 2011-ben történt ekkor is a jelenlegi elnök nyert, 68%-kal, mögötte Kizza Besigye 26%-kal. A legközelebbi választás 2016-ban lesz, közvélemény-kutatások szerint Museveni marad az elnöki székben.

## Választási eredmények

### 1962-es választás
| Párt                                       | Szavazatok száma | Százalék | Képviselők száma | Változás |
| ------------------------------------------ | ---------------- | -------- | ---------------- | -------- |
| Ugandai Népi Kongresszus                   | 545 324          | 51,8     | 37               | +2       |
| Demokrata Párt                             | 484 324          | 46,1     | 24               | -19      |
| Független                                  | 17 308           | 1,6      | 0                | -2       |
| Ugandai Nemzeti Kongresszus                | 2 565            | 0,2      | 0                | -1       |
| Bataga Párt                                | 2 375            | 0,2      | 0                | 0        |
| Ugandai Nemzeti Unió                       | 39               | 0.0      | 0                | 0        |
| Kabaka Yekka                               | -                | -        | 21               | +21      |
| Összesen                                   | 1 052 544        | 100      | 82               | 0        |
| Forrás: The Electoral Commission of Uganda |                  |          |                  |          |

### 1980-as választás
| Párt                                       | Szavazatok száma | Százalék | Képviselők száma | Változás |
| ------------------------------------------ | ---------------- | -------- | ---------------- | -------- |
| Ugandai Népi Kongresszus                   | 1 971 779        | 47,18    | 74               | +37      |
| Demokrata Párt                             | 1 965 823        | 47,04    | 51               | +27      |
| Ugandai Patrióta Mozgalom                  | 171 256          | 4,1      | 1                | +1       |
| Konzervatív Párt                           | 70 253           | 1,68     | 0                | 0        |
| Összesen                                   | 4 179 111        | 100      | 126              | +44      |
| Forrás: The Electoral Commission of Uganda |                  |          |                  |          |

### 1996-os választás
| Elnökjelölt               | Szavazatok száma | Százalék |
| ------------------------- | ---------------- | -------- |
| Yoweri Museveni           | 4 458 195        | 74,33    |
| Paul Kawanga Ssemogerere  | 1 416 140        | 23,61    |
| Muhammad Kibirige Mayanja | 123 921          | 2,06     |
| Összesen                  | 5 998 256        | 100      |

### 2000-esnépszavazás
"Ön szerint milyen politikai rendszer legyen Ugandában, a pártatlan-demokrácia, vagy többpártrendszer?"
| Pártatlan-demokrácia                       | 4 322 901 | 90,7 |
| Többpártrendszer                           | 442 843   | 9,3  |
| Érvénytelen szavazatok                     | 148 800   | -    |
| Összesen                                   | 4 914 524 | 100  |
| Forrás: The Electoral Commission of Uganda |           |      |

### 2001-es választás
| Elnökjelölt               | Szavazatok száma | Százalék |
| ------------------------- | ---------------- | -------- |
| Yoweri Museveni           | 5 123 360        | 69,4     |
| Kizza Besigye             | 2 055 795        | 27,7     |
| Aggrey Awori              | 103 915          | 1,4      |
| Muhammad Kibirige Mayanja | 73 790           | 1,0      |
| Francis Bwengye           | 22 751           | 0,3      |
| Karuhanga Chapaa          | 10 080           | 0,1      |
| Összesen                  | 7 511 606        | 100      |

### 2005-ösnépszavazás
"Egyetért Ön azzal, hogy politikai teret nyerjenek azok akik, pártok és mozgalmak tagjai szeretnének lenni, és versenyezni szeretnének a hatalomért?"
| Alternatíva                                | Szavazatok száma | Százalék |
| Igen                                       | 3 643 223        | 92,4     |
| Nem                                        | 297 865          | 7,6      |
| Összesen                                   | 3 941 088        | 100      |
| Forrás: The Electoral Commission of Uganda |                  |          |

### 2006-os választás
| Elnökjelölt          | Párt                             | Szavazatok száma | Százalék |
| -------------------- | -------------------------------- | ---------------- | -------- |
| Yoweri Museveni      | Nemzeti Ellenállási Mozgalom     | 4 109 449        | 59,26    |
| Kizza Besigye        | Fórum a Demokratikus Változásért | 2 592 954        | 37,39    |
| John Ssebaana Kizito | Demokrata Párt                   | 109 583          | 1,58     |
| Abed Bwanika         | független                        | 65 874           | 0,95     |
| Miria Obote          | Ugandai Népi Kongresszus         | 57 071           | 0,82     |
| Összesen             | Összesen                         | 5 998 256        | 100      |

| Párt                                | Alkotmányos hely                    | Női képviselők                      | Képviselők száma |
| ----------------------------------- | ----------------------------------- | ----------------------------------- | ---------------- |
| Nemzeti Ellenállási Mozgalom        | 156                                 | 49                                  | 205              |
| Fórum a Demokratikus Változásért    | 27                                  | 10                                  | 37               |
| Ugandai Népi Kongresszus            | 9                                   | 0                                   | 9                |
| Demokrata Párt                      | 8                                   | 0                                   | 8                |
| Konzervatív Párt                    | 1                                   | 0                                   | 1                |
| Igazságosság Fórum                  | 1                                   | 0                                   | 1                |
| független                           | 27                                  | 10                                  | 37               |
| Ugandai Népi Védelmi Erő képviselők | Ugandai Népi Védelmi Erő képviselők | Ugandai Népi Védelmi Erő képviselők | 10               |
| Érdekcsoportok képviselői           | Érdekcsoportok képviselői           | Érdekcsoportok képviselői           | 10               |
| Üres hely                           | Üres hely                           | Üres hely                           | 1                |
| Összesen                            | 230                                 | 69                                  | 319              |

### 2011-es választás
| Elnökjelölt          | Párt                             | Szavazatok száma | Százalék |
| -------------------- | -------------------------------- | ---------------- | -------- |
| Yoweri Museveni      | Nemzeti Ellenállási Mozgalom     | 5 428 368        | 68,38    |
| Kizza Besigye        | Fórum a Demokratikus Változásért | 2 064 963        | 26,01    |
| Norbert Mao          | Demokrata Párt                   | 147 917          | 1,86     |
| Olara Otunnu         | Ugandai Népi Kongresszus         | 125 059          | 1,58     |
| Beti Kamya           | Ugandai Föderalista Szövetség    | 52 782           | 0,66     |
| Abed Bwanika         | Népi Fejlődés Pártja             | 51 708           | 0,65     |
| Jaberi Bidandi Ssali | Népi Progresszív Párt            | 34 688           | 0,44     |
| Samuel Lubega        | független                        | 32 726           | 0,41     |
| Összesen             | Összesen                         | 7 938 212        | 100      |

| Párt                                | Alkotmányos hely                    | Női képviselők                      | Képviselők száma |
| ----------------------------------- | ----------------------------------- | ----------------------------------- | ---------------- |
| Nemzeti Ellenállási Mozgalom        | 177                                 | 86                                  | 263              |
| Fórum a Demokratikus Változásért    | 23                                  | 11                                  | 34               |
| Demokrata Párt                      | 11                                  | 1                                   | 12               |
| Ugandai Népi Kongresszus            | 7                                   | 3                                   | 10               |
| Konzervatív Párt                    | 1                                   | 0                                   | 1                |
| Igazságosság Fórum                  | 1                                   | 0                                   | 1                |
| független                           | 32                                  | 11                                  | 43               |
| Ugandai Népi Védelmi Erő képviselők | Ugandai Népi Védelmi Erő képviselők | Ugandai Népi Védelmi Erő képviselők | 10               |
| Üres hely                           | Üres hely                           | Üres hely                           | 1                |
| Összesen                            | 230                                 | 69                                  | 319              |